# 主意主義
主意主義（しゅいしゅぎ、英: voluntarism）とは、人間の精神（魂）中で、意志の働きを（知性・理性や感情よりも）重視する哲学・神学・心理学・文学上の立場のこと。知性・理性の働きを重視する主知主義（英: intellectualism）や、感情の働きを重視する主情主義（英: emotionalism）と対置される。
ただし、これはあくまでも相対的な立ち位置を表現するものであって、そこに絶対的な基準は無く、「何（どのような思想的立ち位置の人・集団）と対比されるか」に、その位置付けが依存していることに注意が必要。

## 歴史

### 中世
中世のキリスト教神学においては、アウグスティヌスやドゥンス・スコトゥス等が、（主知主義として言及されるトマス・アクィナス等との対比において）主意主義として言及される。

### 近代
近代の哲学においては、デカルト、あるいはカント、シェリング、ショーペンハウアーなどが、（主知主義として言及されるスピノザやライプニッツとの対比において）主意主義として言及される。